# Ваджрасаттва

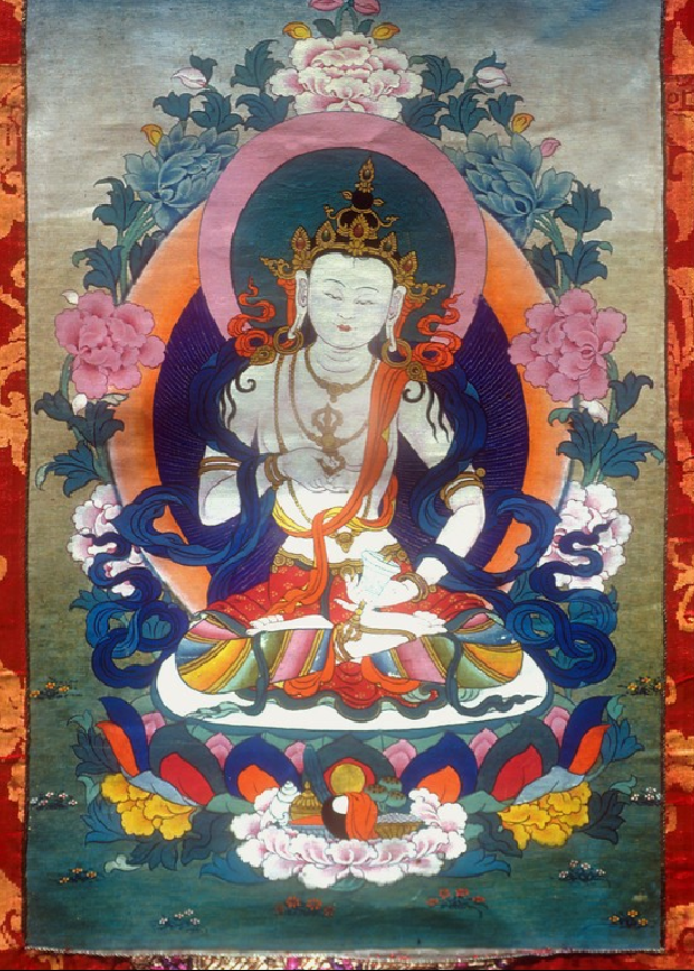
Ваджрасаттва, тханка

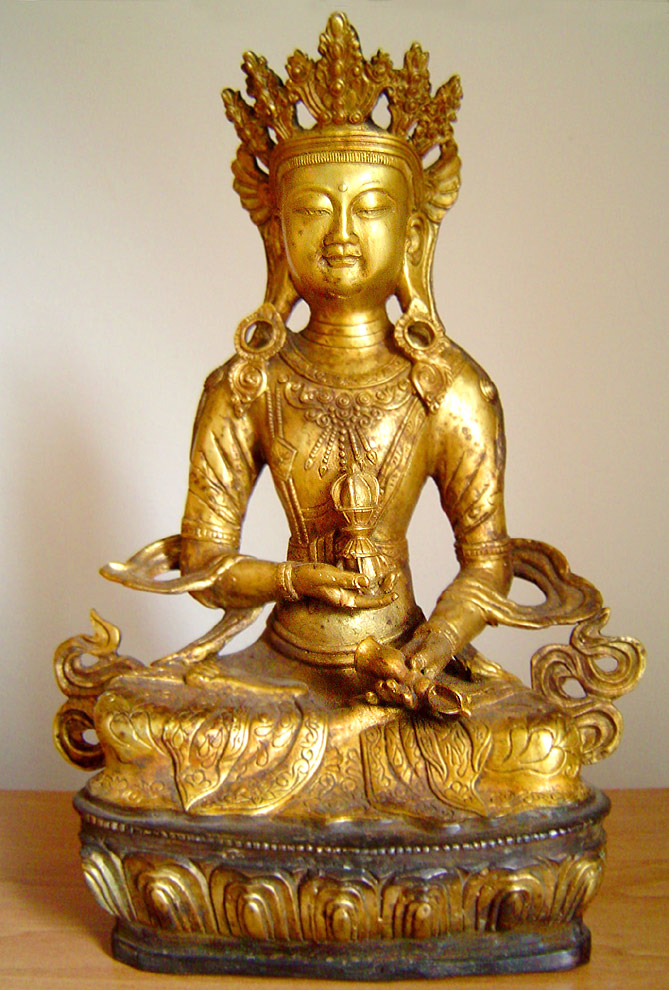
Ваджрасаттва тримає ваджру у правій руці і дзвоник у лівій.

Ваджрасаттва (санскрит: वज्रसत्त्व, тибетська: རྡོ་རྗེ་སེམས་དཔའ།(До Рдже Сем Па, Rdo Rdje Sems Dpa') — коротка форма — རྡོར་སེམས།(Дор Сем, Rdor Sems), "Діамантовий Розум") — Будда в буддистській традиції Ваджраяни. В японській школі Ваджраяни, Сінґон, Ваджрасаттва є таємною формою Будди Самантабхадри.
В основному, Ваджрасаттва з'являється в двох буддійських текстах: в Махавайрочана-сутрі та Ваджрасекхара-сутрі. В мандалі Діамантового царства Ваджрасаттва сидить на сході від Будди Акшобх'ї.
У деяких текстах говориться, що Нагарджуна зустрів Ваджрасаттву в залізній башті на півдні Індії і отримав від нього вчення тантри, передавши таким чином таємні навчання для багатьох історичних особистостей.
Інколи, Будд Ваджрасаттва та Акшобх'я вважають тотожними, імовірно залежно від лінії передачі.

## Назва, орфографія, етимологія
Ваджрасаттва (тиб. རྡོ་རྗེ་སེམས་དཔའ།(До Рдже Се Па, Rdo Rdje Sems Dpa'), яп. Kongōsatta, кит. 金剛薩埵 Jīn gāng sà duǒ) — ім'я Будди в буддистських традиціях Махаяна і Ваджраяна, яке можна перевести як «ваджрна істота».

## Іконографія
Ваджрасаттва зображається в білих (інколи синіх) барвах, сидить на розкритій квітці лотоса з місяця та сонця, в позі медитації (поза лотоса), як усамітнено, так і в єднанні з Яб-Юм. На голові традиційна корона з дорогоцінним камінням відповідного барву. Права рука зігнута і кисть знаходиться на рівні грудини («Анахата-чакра»), пальцями він тримає «Діамантовий скіпетр» (Ваджру), ліва рука опирається на підошву правої стопи, в руці — дзвоник (ваджра-дзвоник).

## Тибетський буддизм
У тибетському буддизмі корінною тантрою Ваджрасатви є «Дордже Ґ'єн» або «Прикраса ваджри». Практики Ваджрасатви використовуються у всіх чотирьох школах тибетського буддизму. Вони застосовуються як для очищення затьмарень в ході виконання попередніх вправ ньондро, так і для відновлення порушених зобов'язань-самай. Таким чином, Практика Ваджрасатви є однією з найважливіших серед практик тибетського буддизму.

### Шестискладова мантра
Як додаток до особистої практики, мантра Ваджрасатви має здатність очищати карму, нести умиротворення, полегшувати страждання того хто читає або слухає мантру, і стати причиною просвітлення в цілому. Після атак 11 вересня 2001 року в США Дзогчен Пенлоп Рінпоче запропонував організувати проект «Prayer 4 Peace», «Молитва для Світу», в ході якого має накопичитися мільярдне начитування шестискладової мантри Ваджрасатви у всьому світі. Шестискладова мантра (Ом Ваджрасаттва Хум) — це коротка версія Стоскладової мантри, на якій вона базується і несе в собі всю сутність довгої мантри, згідно з настановами лами Джамгона Конгтрула.

#### Співзвуччя українською
Ом Ваджрасаттва Хум (ОМ БЕНЗАРА САТТО ХУМ)

### Стоскладова мантра
У практиці Ваджраяни Тибетської традиції мантра Ваджрасатви використовується в ньондро, або попередніх практиках, для «очищення» негативної карми і забруднень розуму та для підготовки свідомості до більш просунутих тантричних технік.
«Їк Г'я», Стоскладова мантра, (тиб.: ཡིག་བརྒྱ, Вайлі: yig brgya) — звернення до самбгогакаї в різних садханах ньондро всіх традицій Мантраяни і шкіл Сарма.

#### Співзвуччя українською
Ом
Бен Дза За То За Ма Я... Ма Ну Па Ла Я
Бен Дза За То Те Но Па
Ті Тха Дрі Дхо Ме Бха Ва
Су То Кха Е Ме Бха Ва
Су По Кха Е Ме Бха Ва
А Ну Ра Кто Ме Бха Ва
Са Рва Сі Дхі Ме Пра Я Ца
Са Рва Ка Рма Су Ца Ме
Ци Там Шрі... Я... Гу Ру Хунг
Ха Ха Ха Ха Хо... Бха Ґа Вен...
Са Рва Та Тха Га Та
Бен Дза Ма Ме Му Нца
Бен Дзі Бха Ва Ма Ха Са Ма Я Са То-о-о Ах

#### Переклад
Ваджрасаттва, захисти мої зобов'язання,
Ваджрасаттва, підтримуй мене,
Прошу, залишайся міцно зі мною.
Зроби так, щоб ти був мною задоволений.
Завжди будь до мене відкритим.
Будь до мене прихильний.
Даруй мені здійснення всіх досягнень.
Зроби так, щоб всі мої дії були хорошими.
Будь ласка, зроби так, щоб мій розум був завжди доброчесним.
Просвітлений Переможець, який Досяг таковості,
Ваджрасаттва, не кидай мене –
Того, хто має великі зобов'язання.

### Дзогчен
«Дзеркало Серцевої Сутності Ваджрасатви» (тиб. རྡོ་རྗེ་སེམས་དཔའ་སྙིང་གི་མེ་ལོང, Вайлі: rdo rje sems dpa' snying gi me long) — одна з сімнадцяти тантр Дзогчен Упдеш.
В даній тантрі Самантабхадра розмовляє з Ваджрасаттвою і послідовно роз'яснює питання про Кулаяраджа-тантру або «Тантру Царя Всетворящого», головну тантру Розділу Розуму.

### Дружини
Ваджрасаттва часто зображується в союзі з різними дружинами (Яб-Юм). В мирній формі це Ваджрагарві або Ваджрасаттватміка (тиб. Дордже Ньєма), Дгармахатвішварі, Гхантапані («Та, що тримає Дзвіночок»). В гнівній формі його дружини Діптачакра, Ваджратопа і Ваджрабхрікуті.[джерело?]